# Setembrino Pinto
Setembrino Pinto, mais conhecido como Bino (Quaraí,  22 de setembro de 1922 — Santana do Livramento, 4 de janeiro de 2007) foi um futebolista brasileiro que atuou como atacante.

## Carreira
Ponta-esquerdo, começou a carreira na década de 1930, jogando no Brasil de Quaraí.
Mudou-se para Livramento ainda na adolescência, quando se transferiu-se para o 14 de Julho de Santana do Livramento, time pelo qual jogou durante 17 anos. Bino foi o maior jogador da história do 14 de Julho de Santana do Livramento, onde ficou conhecido como "Homem-gol" por ter marcado mais de 500 gols com a camisa do clube (embora o número não tenha sido oficialmente registrado). Em sua homenagem, o 14 de Julho batizou a sua sala de troféus com o nome de Setembrino Pinto.
Teve rápida passagem pela Ponte Preta-SP, onde anotou um gol.
Jogou ainda pelo Santos-SP em uma partida contra o Flamengo-RJ.

## Morte
Bino morreu aos 84 anos, em Santana do Livramento, após quatro paradas cardíacas.